# Santa Creu de Calafell
Santa Creu de Calafell és una església del municipi de Calafell (Baix Penedès) protegida com a bé cultural d'interès local.

## Descripció
L'església, situada davant de l'Ajuntament, té una façana de grans dimensions, on es manifesten les tres naus que componen l'edifici. És dividida en dues parts per una cornisa que va de dreta a esquerra. A la part baixa hi ha una portalada allindanada flanquejada per dos pilars adossats a la façana amb base i capitell; aquests aguanten un arquitrau amb tríglifs i mètopes. Per sobre hi ha un timpà de línies corbades en relleu, i en el vèrtex s'obre una fornícula amb dues columnetes, volutes i un arc de mig punt; a l'interior es troba una imatge de Santa Helena, obra de l'artista local Isidre Romeu. Per sobre hi ha una rosassa emmarcada amb una motllura. El mur de la façana acaba en una cornisa recte als laterals i, en el centre, en un frontó triangular amb un petit òcul al centre i dues mènsules decoratives a banda i banda. Al costat esquerre es troba el campanar que té forma quadrada amb els angles aixamfranats i s'obre finestres d'arc de mig punt per les campanes a les quatre cares.
L'interior està cobert amb volta de canó amb arcs torals sustentats per pilars que tenen adossats semi-pilars corintis. L'absis és rectangular i té una obertura central amb un vitrall modern. Al costat dret de l'absis s'obre la capella del Santíssim i al costat esquerre la sagristia. La capella del Santíssim es va decorar als anys seixanta del segle xx amb pintures de temes eucarístics.

## Història

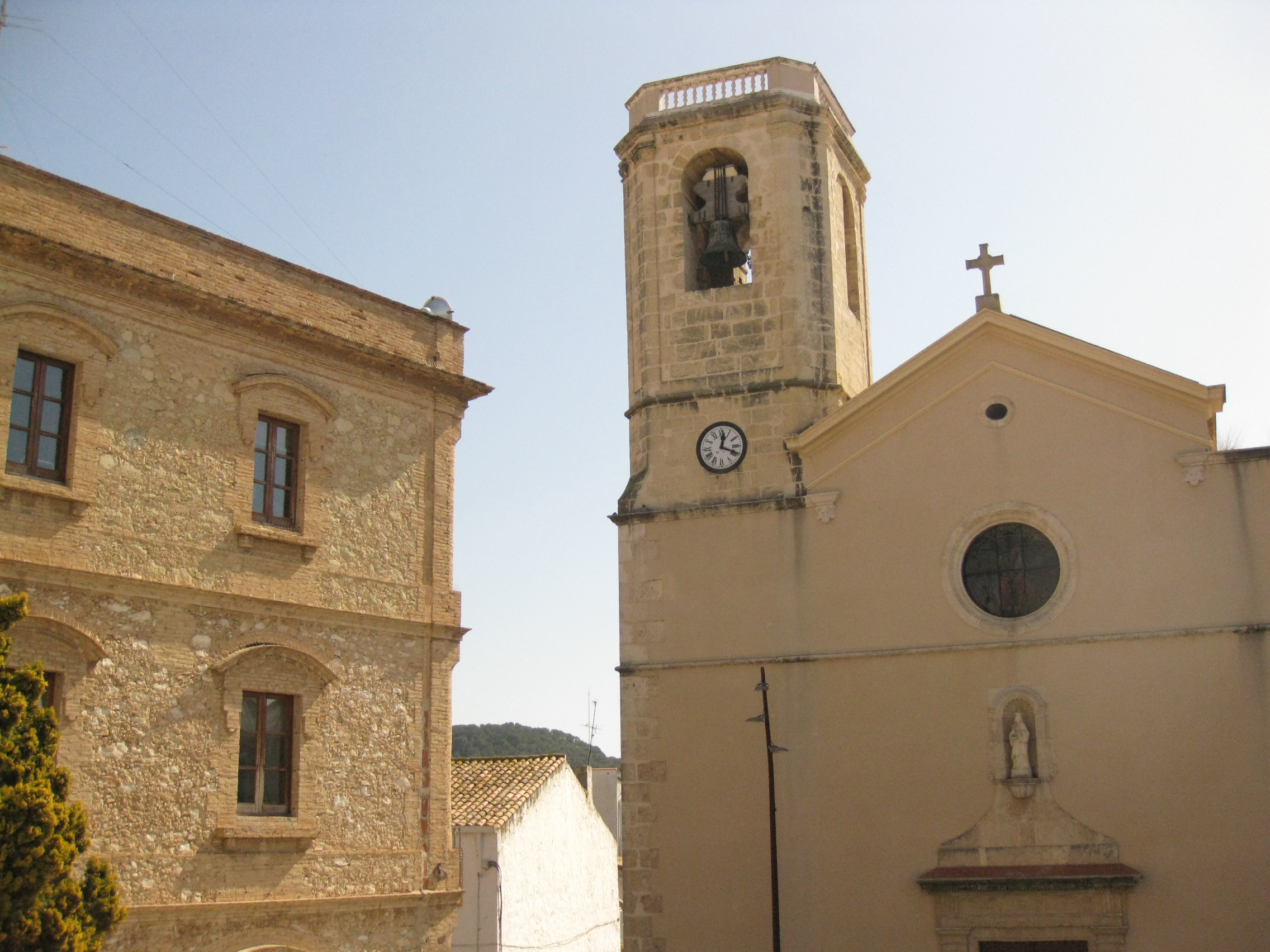
Ajuntament de Calafell al costat de l'Església de la Santa Creu

En el segle xviii, Calafell fou objecte d'un important creixement econòmic. Encara que no hi hagi documents, fou a finals d'aquesta centúria quan s'inicià la construcció de la nova església, de grans dimensions i construïda tota ella de nova planta. Aquesta circumstància va fer que no s'enderroqués o transformés l'església romànica del castell. La nova església s'inaugurà el 15 de juliol de 1806. El 1878, segons una placa commemorativa, fou restaurada, ja que amenaçava ruïna. El campanar de l'església és de data posterior (1857).